# 百万一心

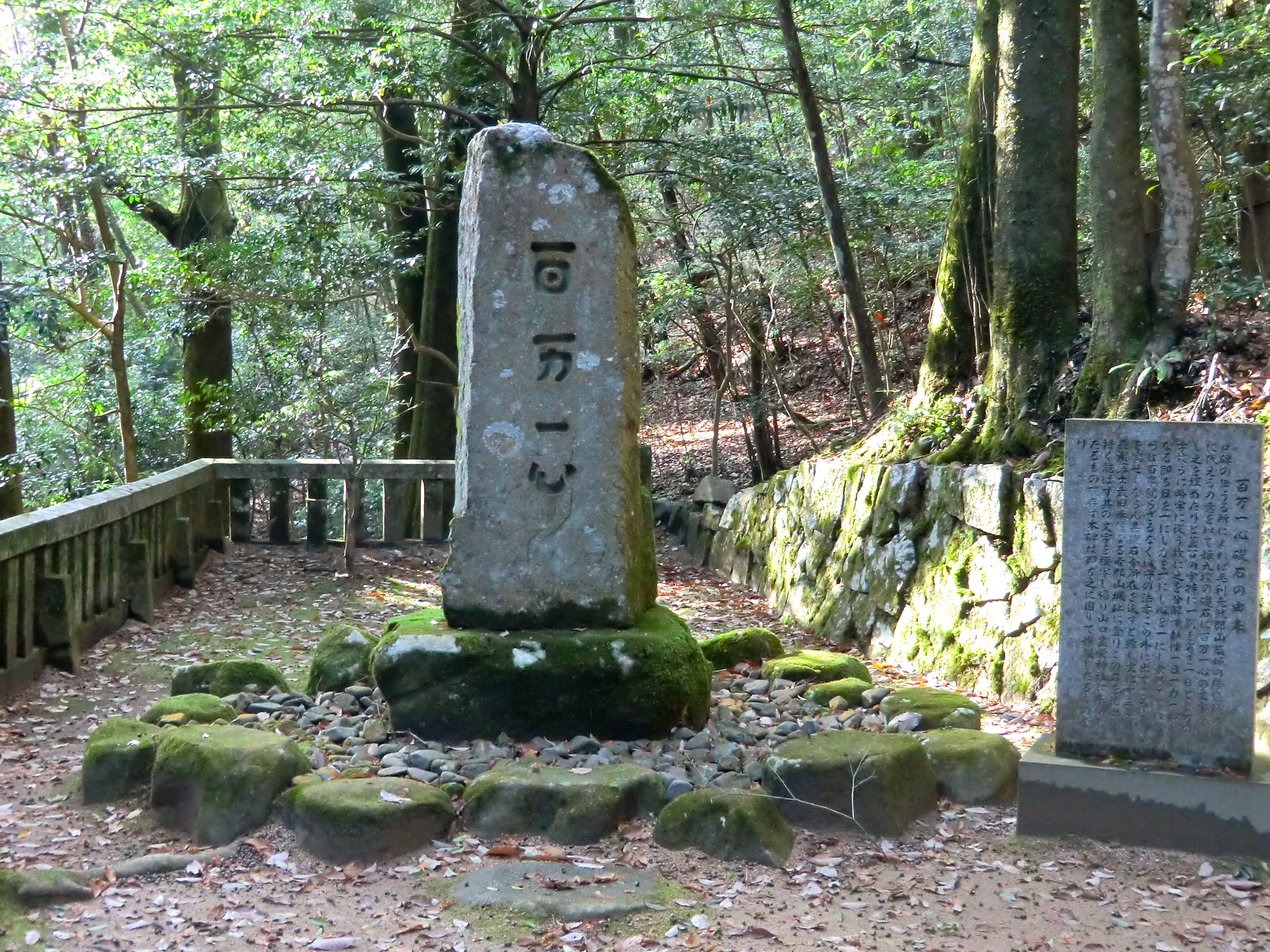
吉田郡山城跡にある百万一心の碑

百万一心（ひゃくまんいっしん）は、戦国時代の大名毛利元就が吉田郡山城（安芸高田市）の拡張工事（普請）の際に人柱の代わりに使用した石碑に書かれていたとされる言葉。

## 概要
百万一心とは、「百」の字の一画を省いて「一日」・「万」の字を書き崩して「一力」とすることで、縦書きで「一日一力一心」と読めるように書かれており、「日を同じうにし、力を同じうにし、心を同じうにする」ということから、国人が皆で力を合わせれば、何事も成し得ることを意味している。吉田郡山城の改築で本丸石垣の普請が難航したときに、人柱に代えて、本丸裏手の「姫の丸」（姫丸壇）にこの句を彫り込んだ石を埋めたところ、普請は無事に終えられたと伝わる 。同じく毛利元就の教えとされる三矢の教え（三子教訓状を参照）と共に、一致団結の大切さを訴えた教えとされている。
この石碑は、文化13年（1816年）に長州藩士だった武田泰信が姫の丸で発見したとされ、拓本の要領で写しを取った後に、明治15年（1882年）に写し取った拓本を毛利元就を祀る豊栄神社（山口市）に奉納した。この時、発見の経緯について記した額も奉納されていてその文面が伝わっているが、人柱の代わりにしたとの記述はなく、また毛利家文書や閥閲録その他の一次史料には記載されておらず、奉納額が唯一の文献であることから、伝説の真実性については疑問視する声もある。
その後、吉田全町をあげて郡山全山を探索したものの、礎石の実物は発見されなかったため、観光パンフレットなどには「郡山城最大の謎」と書かれている。昭和6年（1931年）には、吉田郡山城跡の中にある毛利一族の墓所境内に、その拓本を元に模刻した石碑が建てられた。
上述の通り、武田泰信の自書以外に史料が乏しいため、実際に元就がこの言葉を語ったかどうかは定かではない。また、百万一心の語は元々神道でも見られる言葉であることから、百万一心碑を人柱の代用にすること自体も含め、吉田郡山城が尼子詮久の大軍に包囲された吉田郡山城の戦いにおいて陶隆房と共に毛利の救援に駆けつけた、白崎八幡宮大宮司も兼ねていた大内家の武将・弘中隆兼が、懇意にしていた元就に助言したことが始まりという説もある。

## 逸話
安芸高田市歴史民俗博物館（旧 吉田郷土資料館）で配布されている「百万一心のはなし」では、次のようなエピソードを紹介している。
12歳の松寿丸（元就の幼名）が厳島神社を参拝したところ、泣き続ける5〜6歳ぐらいの少女を見つけた。この少女は母親と巡礼の旅をしていたが、ある城の築城で母親が人柱に選ばれてしまったという。幼い頃に父母と死に別れている松寿丸は少女に同情し、郡山城に連れ帰った。15〜16年の年月が経って、元服した元就が吉田郡山城主となった頃、本丸の石垣が何度築いても崩落するので困っていた。やがて、人柱が必要だという声があがったため、普請奉行は巡礼の娘を人柱にすることにした。娘自身も、元就に助けて貰ったお礼として喜んで人柱になると答えたが、元就は「その娘を人柱にしてはならぬ」と厳命。翌日、元就は「百万一心」と書いた紙を奉行に渡し、その文字を石に彫って人柱の代わりに埋めるよう命じた。そして、人柱を埋めずに人命を尊び、皆で心と力を合わせてことにあたるよう教えた。

## その他
- ボーイスカウト山口県連盟 - ボーイスカウト活動の根幹のひとつである質素倹約や一致団結に通じることから同連盟の広報誌名になっている[7]。タイトル字は毛利元道の書による。